# Coupe du Portugal de football 2020-2021
 (novembre 2020).
Si vous disposez d'ouvrages ou d'articles de référence ou si vous connaissez des sites web de qualité traitant du thème abordé ici, merci de compléter l'article en donnant les références utiles à sa vérifiabilité et en les liant à la section « Notes et références ».
Navigation
Coupe du Portugal 2019-2020 Coupe du Portugal 2021-2022
La Coupe du Portugal de football 2020-2021 ou Taça de Portugal 2020-2021 en portugais, est la 81e édition de la Coupe du Portugal de football. La plus grande compétition éliminatoire du football portugais. La compétition débute avec les matches du premier tour le 26 septembre 2020 et se termine avec la finale le 23 mai 2021. Le vainqueur se qualifie pour la phase de groupes de la Ligue Europa 2021-2022.
Elle est contestée par 165 clubs, y compris des équipes des trois premiers rangs du système de ligues de football portugais, des représentants des ligues et coupes de district de quatrième rang. C'est la troisième saison à permettre une quatrième substitution dans le temps supplémentaire.
Pour la première fois dans l'histoire de la compétition, en raison de la pandémie du Covid-19 au Portugal, des équipes de districts receveront des "Wild Cards" de la part des associations de différents districts. La raison est la suivante, certaines équipes mieux classés dans le championnat de district, qualifiées d'office pour la compétition comme chaque année ont refusé de participer à la compétition en raison de la crise sanitaire. Finalement, ce sont des équipes volontaires qui participeront à la compétition.

## Format
| Tour                       | Clubs restants | Clubs impliqués | Gagnants du tour précédent | Nouvelles entrées ce tour | Ligues entrant à ce tour                             |
| Premier tour               | 165            | 131             | aucun                      | 131                       | Campeonato de Portugal (3e) Ligue des districts (4e) |
| Deuxième tour              | 110            | 92              | 55 + 21                    | 16                        | LigaPro (2e)                                         |
| Trente-deuxièmes de finale | 64             | 64              | 46                         | 18                        | Primeira Liga (1er)                                  |
| Seizièmes de finale        | 32             | 32              | 32                         | aucun                     | aucun                                                |
| Huitièmes de finale        | 16             | 16              | 16                         | aucun                     | aucun                                                |
| Quarts de finale           | 8              | 8               | 8                          | aucun                     | aucun                                                |
| Demi finales               | 4              | 4               | 4                          | aucun                     | aucun                                                |
| Finale                     | 2              | 2               | 2                          | aucun                     | aucun                                                |

## Équipes
Au total, 165 équipes s'affronteront dans le Taça de Portugal 2019-2020: 18 équipes de Primeira Liga , 16 équipes de LigaPro , 88 équipes de Campeonato de Portugal et 43 équipes de la Ligue des districts .
| Primera Liga                                                                                                 | Primera Liga | LigaPro                                                                                           | LigaPro                                                                                             |
| --- | --- | ------------------------------------------------------------------------------------------------- | --------------------------------------------------------------------------------------------------- |
| - Belenenses SAD - Benfica - Boavista - SC Braga - Famalicão - Farense - Gil Vicente - Maritimo - Moreirense | - Nacional - Paços de Ferreira - Portimonense - FC Porto T - Rio Ave - Santa Clara - Sporting CP - Tondela - Vitória SC | - Académica - Academico Viseu - Arouca - Casa Pia - Chaves - Cova da Piedade - Estoril - Feirense | - Leixões - Mafra - Oliveirense - Penafiel - Sporting da Covilhã - Varzim - Vilafranquense - Vizela |

| Campeonato de Portugal | Campeonato de Portugal | Campeonato de Portugal | Campeonato de Portugal |
| Serie A | Serie B | Serie C | Serie D |
| --- | --- | --- | --- |
| - Aguia Vimioso - Bragança - Cerveira - Maria da Fonte - Merelinense - Mirandela - C.D.C Montalegre - Vianense - Vidago - Vilaverdense                                               | - Aves - Berço SC - Brito - Camacha - Fafe - Felgueiras 1932 - Mondinense - Pevidém - São Martinho - Tirsense                                                     | - Amarante - Câmara de Lobos - Coimbrões - Gondomar - Leça - Paredes - Pedras Rubas - Salgueiros - Trofense - CF União - Vila Real                              | - Recreio de Agueda - Anadia - Beira-Mar - Canelas 2010 - Castro Daire - Espinho - Lusitânia Lourosa - Lusitano Vildemoinhos - Sanjoanense - São João de Ver - Valadares Gaia - Vila Cortez         |
| Serie E | Serie F | Serie G | Serie H |
| - Alcains - Benfica Castelo Branco - Carapinheirense - Condeixa - Amigos da Paz - Leiria - Marinhense - Mortàgua - Oleiros - Oliveira do Hospital - Sertanense - Vitoria da Sernache | - 1.º Dezembro - Alverca - Caldas SC - Fatima - Loures - Lourinhanense - Pêro Pinheiro - Sacavenense - Sintrense - Torreense - União de Almeirim - União Santarém | - Estrela da Amadora - Fabril - Fontinhas - Olímpico Montijo - Oriental Lisboa - Oriental Dragon - Praiense - Rabo de Peixe - Real Sport Clube - Sporting Ideal | - Amora - Esperança de Lagos - Juventude de Évora - Louletano - Lusitano Ginasio Clube de Évora SAD - Mineiro Aljustrelense - Moncarapachense - Moura - Olhanense - Pinhalnovense - Vitoria Sétubal |

WC : Wild Card
| Ligue des districts | Ligue des districts | Ligue des districts | Ligue des districts |
| --- | --- | --- | --- |
| Algarve FA (3e):Ferreiras (4e):Culatrense Angra do Heroísmo FA (WC):SC Lusitânia (WC):Guadalupe Açores Aveiro FA (2e):Ovarense (WC):Calvão Beja FA (2e):Vasco da Gama Vidigueira (3e):Praia Milfontes Braga FA (WC):Amares (WC):Caçadores das Taipas Bragança FA (2e):Rebordelo (3e):EA Bragança | Castelo Branco FA (2e):Aguias do Moradal (4e):Idanhense Coimbra FA (2e):Tocha (3e):Ançã Évora FA (2e):União Montemor (WC):Lusitano Évora Guarda FA (1er):Sporting Mêda (WC):Aguiar da Beira Horta FA (WC):Fayal (WC):Madalena Leiria FA (3e):Portomosense (WC):Alqueidão da Serra | Lisbonne FA (3e):Atlético CP (4e):Ericeirense Madère FA (WC):Porto da Cruz Ponta Delgada FA (WC):São Roque (WC):Vale Formoso Portalegre FA (1er):FC Crato (2e):Portalegrense Porto FA (WC):Foz (WC):Vila Meã | Santarém FA (2e):Fazendense (WC):Tomar Setúbal FA (2e):Barreirense (3e):Sesimbra Viana do Castelo FA (2e):Limianos (WC):Desportivo de Monção Vila Real FA (WC):Vilar de Perdizes (WC):Sta. Marta de Penaguião Viseu FA (2e):Cinfães (3e):Ferreira de Aves |

## Horaire
Tous les tirages au sort ont lieu au siège de la FPF à Cidade do Futebol, à Oeiras. Les horaires de coup d'envoi des matchs sont en WET ( UTC ± 0 ) du quatrième tour aux demi-finales, et en WEST ( UTC + 1 ) lors du reste de la compétition.
| Tour             | Date du tirage    | Rendez-vous                             | Agencements | Les équipes                                       | Prix gagné pour les équipes |
| Premier tour     | 10 septembre 2020 | Samedi 26 et Dimanche 27 Septembre 2020 | 55          | 165 → 110                                         | 3 000,00 €                  |
| Deuxième tour    | 29 septembre 2020 |                                         | 46          | 110 → 64                                          | 4 000,00 €                  |
| Troisième tour   | 22 octobre 2020   |                                         | 32          | 64 → 32                                           | 5 000,00 €                  |
| Quatrième tour   |                   |                                         | 16          | 32 → 16                                           | 6 000,00 €                  |
| Cinquième tour   |                   |                                         | 8           | 16 → 8                                            | 9 000,00 €                  |
| Quarts de finale |                   |                                         | 4           | 8 → 4                                             | 12 000,00 €                 |
| Demi-finales     |                   | 4                                       | 4 → 2       | 17 500,00 €                                       |                             |
| Finale           |                   | 1                                       | 2 → 1       | 150 000 € (finaliste perdant) 300 000 € (gagnant) |                             |

## Premier Tour
Nombres d'équipes au 1ertour par divisions
| Primeira Liga      | LigaPro            | Campeonato de Portugal | District FAs | Total   |
| ------------------ | ------------------ | ---------------------- | ------------ | ------- |
| Pas encore entrées | Pas encore entrées | 88/88                  | 43/43        | 110/165 |

### Repêchage
Les 21 équipes suivantes, ont été qualifiés d'office pour participer au second tour sans jouer le premier tour :
| Esperança de Lagos | Vilar de Perdizes    |
| Merelinense        | Desportivo de Monção |
| Vitoria Sétubal    | EA Bragança          |
| Ovarense           | Rebordelo            |
| Recreio de Agueda  | Salgueiros           |
| Caldas SC          | Idanhense            |
| Mortàgua           | União Montemor       |
| Fontinhas          | Espinho              |
| Vidago             | Sesimbra             |
| Olímpico Montijo   | Oriental Lisboa      |
| Amora              |                      |

| Date              | Locaux                   | Score          | Visiteurs                           |
| ----------------- | ------------------------ | -------------- | ----------------------------------- |
| 26 septembre 2020 | Amares                   | 0-1            | Vianense                            |
| 26 septembre 2020 | Porto da Cruz            | 1-4            | Camacha                             |
| 26 septembre 2020 | Berço SC                 | 1-2            | Vilaverdense                        |
| 26 septembre 2020 | Bragança                 | 0-1            | Limianos                            |
| 26 septembre 2020 | Beira-Mar                | 1-0            | Oliveira do Hospital                |
| 27 septembre 2020 | FC Crato                 | 0-4            | Leiria                              |
| 27 septembre 2020 | Amigos da Paz            | 2-1            | Alqueidão da Serra                  |
| 27 septembre 2020 | Alcains                  | 2-2 (3-4 a.p)  | Vitoria da Sernache                 |
| 27 septembre 2020 | Pêro Pinheiro            | 1-0            | Praiense                            |
| 27 septembre 2020 | Tomar                    | 2-3            | Portomosense                        |
| 27 septembre 2020 | Anadia                   | 2-0            | Condeixa                            |
| 27 septembre 2020 | Ançã                     | 3-1            | Tocha                               |
| 27 septembre 2020 | Alverca                  | Forfait        | Guadalupe Açores                    |
| 27 septembre 2020 | Fàtima                   | 0-3            | Oleiros                             |
| 27 septembre 2020 | Sertanense               | 1-0            | Benfica Castelo Branco              |
| 27 septembre 2020 | Portalegrense            | 0-11           | Marinhense                          |
| 27 septembre 2020 | Real Sport Clube         | Forfait        | SC Lusitânia                        |
| 27 septembre 2020 | Olhanense                | 0-2            | Lusitano Ginasio Clube de Évora SAD |
| 27 septembre 2020 | Mineiro Aljustrelense    | 1-0            | Praia Milfontes                     |
| 27 septembre 2020 | Lusitano de Évora        | 0-0 (3-4 a.p ) | Moncarapachense                     |
| 27 septembre 2020 | Vasco da Gama Vidigueira | 1-2            | Juventude de Évora                  |
| 27 septembre 2020 | Pinhalnovense            | 2-0            | Atlético CP                         |
| 27 septembre 2020 | Barreirense              | Forfait        | Madalena                            |
| 27 septembre 2020 | Fabril                   | 2-0            | Rabo de Peixe                       |
| 27 septembre 2020 | Aguiar da Beira          | 1-4            | Vila Cortez                         |
| 27 septembre 2020 | Oriental Dragon          | Forfait        | Fayal                               |
| 27 septembre 2020 | Sacavenense              | 2-0            | Sintrense                           |
| 27 septembre 2020 | Ferreira de Aves         | 0-1            | Sanjoanense                         |
| 27 septembre 2020 | Pedras Rubas             | 2-1            | Amarante                            |
| 27 septembre 2020 | Vila Real                | 1-0            | Mondinense                          |
| 27 septembre 2020 | Trofense                 | 0-0 (7-6 a.p.) | Vila Meã                            |
| 27 septembre 2020 | Felgueiras 1932          | Forfait        | Aves                                |
| 27 septembre 2020 | Aguia Vimioso            | 1-2            | Mirandela                           |
| 27 septembre 2020 | Caçadores das Taipas     | 0-3            | Fafe                                |
| 27 septembre 2020 | Maria da Fonte           | 1-2            | C.D.C. Montalegre                   |
| 27 septembre 2020 | Cerveira                 | 2-0            | Brito                               |
| 27 septembre 2020 | Coimbrões                | 1-2            | Valadares Gaia                      |
| 27 septembre 2020 | São Martinho             | 2-0            | Pevidém                             |
| 27 septembre 2020 | Canelas 2010             | 2-0            | Foz                                 |
| 27 septembre 2020 | Calvão                   | 0-1            | Carapinheirense                     |
| 27 septembre 2020 | Gondomar                 | 7-0            | Sporting Mêda                       |
| 27 septembre 2020 | Câmara de Lobos          | 2-1            | Leça                                |
| 27 septembre 2020 | Lusitano Vildemoinhos    | 0-0 (6-5 a.p.) | Aguias do Moradal                   |
| 27 septembre 2020 | São João de Ver          | 1-0            | Lusitânia Lourosa                   |
| 27 septembre 2020 | Paredes                  | 1-0            | Castro Daire                        |
| 27 septembre 2020 | Sta. Marta de Penaguião  | 2-0            | Cinfães                             |
| 27 septembre 2020 | Torreense                | 3-0            | União de Almeirim                   |
| 27 septembre 2020 | Sporting Ideal           | 4-0            | Vale Formoso                        |
| 27 septembre 2020 | São Roque                | 0-3            | Estrela da Amadora                  |
| 5 octobre 2020    | Moura                    | 2-0            | Culatrense                          |
| 7 octobre 2020    | Fazendense               | 0-2            | 1° Dezembro                         |
| 7 octobre 2020    | CF União                 | 0-5            | Tirsense                            |
| 7 octobre 2020    | Ferreiras                | 2-2 (4-2 a.p.) | Louletano                           |
| 7 octobre 2020    | Ericeirense              | 0-3            | Loures                              |
| 21 octobre 2020   | Lourinhanense            | Forfait        | União Santarém                      |

## Deuxième Tour
Nombres d'équipes au 2etour par divisions
| Primeira Liga      | LigaPro | Campeonato de Portugal | District FAs | Total  |
| ------------------ | ------- | ---------------------- | ------------ | ------ |
| Pas encore entrées | 16/16   | 61/88                  | 15/43        | 92/165 |

| Date             | Locaux                              | Score          | Visiteurs            |
| ---------------- | ----------------------------------- | -------------- | -------------------- |
| 9 octobre 2020   | Sertanense                          | 0-4            | Estoril              |
| 10 octobre 2020  | Caldas SC                           | 1-1 (4-5 a.p.) | Sporting da Covilhã  |
| 10 octobre 2020  | Ovarense                            | 1-2            | Oriental Dragon      |
| 10 octobre 2020  | União Montemor                      | 0-2            | Feirense             |
| 10 octobre 2020  | Vidago                              | 1-5            | Vilafranquense       |
| 10 octobre 2020  | Fontinhas                           | 1-0            | Mafra                |
| 10 octobre 2020  | Esperança de Lagos                  | 1-3            | Penafiel             |
| 10 octobre 2020  | Estrela da Amadora                  | 2-0            | Lusitano Vildeminhos |
| 11 octobre 2020  | Juventude de Évora                  | 1-3            | Académica            |
| 11 octobre 2020  | Limianos                            | 2-1            | Aljustrelense        |
| 11 octobre 2020  | C.D.C. Montalegre                   | 3-1            | Vila Cortez          |
| 11 octobre 2020  | São Martinho                        | 1-2            | Paredes              |
| 11 octobre 2020  | Vila Real                           | 2-3            | Casa Pia             |
| 11 octobre 2020  | EA Bragança                         | 0-5            | Arouca               |
| 11 octobre 2020  | Cerveira                            | 0-2            | Oriental Lisboa      |
| 11 octobre 2020  | Sta. Marta de Penaguião             | 1-5            | Leixões              |
| 11 octobre 2020  | Ançã                                | 2-2 (3-4 a.p.) | Sacavenense          |
| 11 octobre 2020  | Amigos da Paz                       | 1-4            | Cova da Piedade      |
| 11 octobre 2020  | Sanjoanense                         | 0-0 (4-2 a.p.) | Canelas 2010         |
| 11 octobre 2020  | Moncarapachense                     | 1-2            | Anadia               |
| 11 octobre 2020  | Amora                               | 1-0            | Ferreiras            |
| 11 octobre 2020  | 1° Dezembro                         | 1-2            | Leiria               |
| 11 octobre 2020  | Portomosense                        | 0-3            | Real Sport Clube     |
| 11 octobre 2020  | Espinho                             | 1-0            | Chaves               |
| 11 octobre 2020  | Moura                               | 0-2            | Beira-Mar            |
| 11 octobre 2020  | Vitoria da Sernache                 | 0-2            | Fabril               |
| 11 octobre 2020  | Oleiros                             | 3-2            | Mirandela            |
| 11 octobre 2020  | Trofense                            | 4-2            | Recreio de Agueda    |
| 11 octobre 2020  | Pêro Pinheiro                       | 0-1            | Fafe                 |
| 11 octobre 2020  | São João de Ver                     | 0-1            | Marinhense           |
| 11 octobre 2020  | Lusitano Ginasio Clube de Évora SAD | 2-1            | Mortàgua             |
| 11 octobre 2020  | Idanhense                           | 0-8            | Torreense            |
| 11 octobre 2020  | Câmara de Lobos                     | 0-2            | Vizela               |
| 11 octobre 2020  | Carapinheirense                     | 0-2            | Pinhalnovense        |
| 11 octobre 2020  | Loures                              | 0-2            | Gondomar             |
| 11 octobre 2020  | Sesimbra                            | 1-4            | Oliveirense          |
| 11 octobre 2020  | Vianense                            | 0-1            | Vilar de Perdizes    |
| 11 octobre 2020  | Desportivo de Monção                | 2-0            | Barreirense          |
| 11 octobre 2020  | Sporting Ideal                      | 0-0 (3-4 a.p.) | Merelinense          |
| 11 octobre 2020  | Alverca                             | 2-1            | Camacha              |
| 21 octobre 2020  | Tirsense                            | 2-3            | Olímpico Montijo     |
| 28 octobre 2020  | Vilaverdense                        | 1-1 (5-4 a.p)  | União Santarém       |
| 28 octobre 2020  | Rebordelo                           | 1-3            | Varzim               |
| 28 octobre 2020  | Felgueiras 1932                     | 2-1            | Valadares Gaia       |
| 28 octobre 2020  | Vitoria Sétubal                     | 0-1            | Academico Viseu      |
| 11 novembre 2020 | Pedras Rubas                        | 2-3            | Salgueiros           |

## Trente-deuxièmes de finale
| Primeira Liga | LigaPro | Campeonato de Portugal | District FAs | Total  |
| ------------- | ------- | ---------------------- | ------------ | ------ |
| 18/18         | 14/16   | 29/88                  | 3/43         | 64/165 |

L'équipe de Vilar de Perdizes a été désignée petit poucet de la compétition
| Date             | Locaux               | Score         | Visiteurs                           |
| ---------------- | -------------------- | ------------- | ----------------------------------- |
| 20 novembre 2020 | Oleiros              | 0-0 (2-4 a.p) | Gil Vicente                         |
| 20 novembre 2020 | Feirense             | 0-1           | Amora                               |
| 20 novembre 2020 | Leiria               | 1-0           | Portimonense                        |
| 21 novembre 2020 | Marinhense           | 1-1 (3-5 a.p) | Cova da Piedade                     |
| 21 novembre 2020 | Oriental Dragon      | 0-0 (3-4 a.p) | Leixões                             |
| 21 novembre 2020 | Oriental Lisboa      | 0-3           | Famalicão                           |
| 21 novembre 2020 | C.D.C. Montalegre    | 2-3           | Académico Viseu                     |
| 21 novembre 2020 | Fabril               | 0-2           | FC Porto                            |
| 21 novembre 2020 | Arouca               | 0-0 (6-7 a.p) | Vitoria Guimarães                   |
| 21 novembre 2020 | Trofense             | 1-2           | Braga                               |
| 21 novembre 2020 | Paredes              | 0-1           | Benfica                             |
| 22 novembre 2020 | Limianos             | 1-2           | Fontinhas                           |
| 22 novembre 2020 | Espinho              | 2-1           | Gondomar                            |
| 22 novembre 2020 | Torreense            | 2-0           | Alverca                             |
| 22 novembre 2020 | Felgueiras 1932      | 0-1           | Tondela                             |
| 22 novembre 2020 | Anadia               | 2-1           | Pinhalnovense                       |
| 22 novembre 2020 | Fafe                 | 5-1           | Vilar de Perdizes                   |
| 22 novembre 2020 | Vilaverdense         | 2-3           | Olímpico Montijo                    |
| 22 novembre 2020 | Beira-Mar            | 1-3           | Santa Clara                         |
| 22 novembre 2020 | Desportivo de Monção | 1-2           | Rio Ave                             |
| 22 novembre 2020 | Casa Pia             | 2-3           | Nacional                            |
| 22 novembre 2020 | Merelinense          | 0-1           | Moreirense                          |
| 22 novembre 2020 | UD Oliveirense       | 0-4           | Paços de Ferreira                   |
| 22 novembre 2020 | Vizela               | 0-1           | Boavista                            |
| 23 novembre 2020 | Salgueiros           | 2-1           | Sporting da Covilhã                 |
| 23 novembre 2020 | Penafiel             | 2-3           | Maritimo                            |
| 23 novembre 2020 | Real Sport Clube     | 0-2           | Belenenses SAD                      |
| 23 novembre 2020 | Académica            | 1-0           | Varzim                              |
| 23 novembre 2020 | Sacavenense          | 1-7           | Sporting                            |
| 3 décembre 2020  | Estrela da Amadora   | 2-0           | Farense                             |
| 9 décembre 2020  | Estoril              | 5-0           | Lusitano Ginasio Clube de Évora SAD |
| 9 décembre 2020  | Vilafranquense       | 2-1           | Sanjoanense                         |

## Seizièmes de finale
Nombres d'équipes aux seizièmes de finale par divisions
| Primeira Liga | LigaPro | Campeonato de Portugal | District FAs | Total  |
| ------------- | ------- | ---------------------- | ------------ | ------ |
| 16/18         | 6/16    | 10/88                  | 0/43         | 32/165 |

| Date             | Locaux            | Score         | Visiteurs          |
| ---------------- | ----------------- | ------------- | ------------------ |
| 11 décembre 2020 | Académico Viseu   | 3-0           | Académica          |
| 11 décembre 2020 | Sporting          | 3-0           | Paços de Ferreira  |
| 12 décembre 2020 | Fontinhas         | 1-1 (3-4 a.p) | Fafe               |
| 12 décembre 2020 | Rio Ave           | 2-1           | Famalicão          |
| 12 décembre 2020 | Estoril           | 2-1           | Boavista           |
| 13 décembre 2020 | Cova da Piedade   | 2-3           | Moreirense         |
| 13 décembre 2020 | Vitoria Guimarães | 0-1           | Santa Clara        |
| 13 décembre 2020 | FC Porto          | 2-1           | Tondela            |
| 13 décembre 2020 | Benfica           | 5-0           | Vilafranquense     |
| 14 décembre 2020 | Torreense         | 1-0           | Amora              |
| 14 décembre 2020 | Anadia            | 0-1           | Estrela da Amadora |
| 14 décembre 2020 | Olímpico Montijo  | 0-7           | Braga              |
| 23 décembre 2020 | Maritimo          | 2-1           | Salgueiros         |
| 23 décembre 2020 | Leiria            | 0-3           | Gil Vicente        |
| 23 décembre 2020 | Belenenses SAD    | 3-0           | Espinho            |
| 23 décembre 2020 | Nacional          | 3-1           | Leixões            |

## Huitièmes de finale
Nombres d'équipes aux huitièmes de finale par divisions
| Primeira Liga | LigaPro | Campeonato de Portugal | District FAs | Total  |
| ------------- | ------- | ---------------------- | ------------ | ------ |
| 11/18         | 2/16    | 3/88                   | 0/43         | 16/165 |

| Date            | Locaux             | Score | Visiteurs       |
| --------------- | ------------------ | ----- | --------------- |
| 12 janvier 2021 | Maritimo           | 2 - 0 | Sporting        |
| 12 janvier 2021 | Rio Ave            | 1 - 2 | Estoril         |
| 12 janvier 2021 | Moreirense         | 1 - 2 | Santa Clara     |
| 13 janvier 2021 | Nacional           | 2 - 4 | FC Porto        |
| 13 janvier 2021 | Estrela da Amadora | 0 - 4 | Benfica         |
| 13 janvier 2021 | Braga              | 5 - 0 | Torreense       |
| 13 janvier 2021 | Fafe               | 2 - 3 | Belenenses SAD  |
| 14 janvier 2021 | Gil Vicente        | 3 - 2 | Académico Viseu |

## Quarts de finale
Nombres d'équipes en quarts de finale par division
| Primeira Liga | LigaPro | Campeonato de Portugal | District FAs | Total |
| ------------- | ------- | ---------------------- | ------------ | ----- |
| 7/18          | 1/16    | 0/88                   | 0/43         | 8/165 |

| Date            | Locaux      | Score | Visiteurs      |
| --------------- | ----------- | ----- | -------------- |
| 27 janvier 2021 | Benfica     | 3 - 0 | Belenenses SAD |
| 28 janvier 2021 | Gil Vicente | 0 - 2 | FC Porto       |
| 28 janvier 2021 | Maritimo    | 1 - 3 | Estoril        |
| 29 janvier 2021 | Braga       | 2 - 1 | Santa Clara    |

## Demi-finales
| Équipe  | Aller | Total | Retour | Équipe   |
| ------- | ----- | ----- | ------ | -------- |
| Estoril | 1-3   | 1-5   | 0-2    | Benfica  |
| Braga   | 1-1   | 4-3   | 3-2    | FC Porto |

| 10 février 2021 | Braga | 1 - 1 | FC Porto | Stade municipal de Braga, Braga |
|                 |       | (0-1) |          |                                 |

| 11 février 2021 | Estoril | 1 - 3 | Benfica | Stade António Coimbra da Mota, Estoril |
|                 |         | (1-1) |         |                                        |

| 3 mars 2021 | FC Porto | 2 - 3 | Braga | Stade du Dragon, Porto |
|             |          | (1-3) |       |                        |

| 4 mars 2021 | Benfica | 2 - 0 | Estoril | Estadio da Luz, Lisbonne |
|             |         | (1-0) |         |                          |

## Finale
La finale est prévue le 23 mai 2021, au Stade municipal de Coimbra, Coimbra.
| 23 mai 2021 | Braga | 2 - 0   | Benfica | Stade municipal de Coimbra, Coimbra |
|             |       | (1 - 0) |         |                                     |

Le Sporting Clube de Braga gagne 2 à 0 contre le Benfica Lisbonne.

## Droits de diffusion TV
Les matches suivants ont été ou seront retransmis en direct à la télévision portugaise:
| Tour                       | TVI                                                                         | Sport TV                                                                    | Canal 11        | Valeur    |
| Trente-deuxièmes de finale | Paredes - Benfica Fabril - FC Porto Trofense - Braga Sacavenense - Sporting | Paredes - Benfica Fabril - FC Porto Trofense - Braga Sacavenense - Sporting | Tous les matchs | 50 000 €  |
| Trente-deuxièmes de finale |                                                                             |                                                                             | Tous les matchs | 50 000 €  |
| Seizièmes de finale        |                                                                             |                                                                             | Tous les matchs | 75 000 €  |
| Seizièmes de finale        | Vilafranquense - Benfica FC Porto - Tondela                                 | Sporting - Paços de Ferreira Olimpico Montijo - Braga                       | Tous les matchs | 75 000 €  |
| Huitièmes de finale        |                                                                             |                                                                             | Tous les matchs | 100 000 € |
| Huitièmes de finale        |                                                                             |                                                                             | Tous les matchs | 100 000 € |
| Quarts de finale           |                                                                             |                                                                             | Tous les matchs | 125 000 € |
| Quarts de finale           |                                                                             |                                                                             | Tous les matchs | 125 000 € |
| Demi finales               |                                                                             |                                                                             |                 | 150 000 € |
| Demi finales               |                                                                             |                                                                             |                 | 150 000 € |
| Finale                     |                                                                             |                                                                             |                 | 300 000 € |